# Muscotah
Muscotah es una ciudad situada en el condado de Atchison, Kansas, Estados Unidos. Tiene una población estimada, a mediados de 2022, de 153 habitantes.

## Geografía
La localidad está ubicada en las coordenadas 39°33′13″N 95°31′14″O / 39.553567, -95.520419 (39.553567, -95.520419).

## Demografía
Según el censo de 2000, en ese momento los ingresos medios de los hogares de la localidad eran de $30,833 y los ingresos medios de las familias eran de $31,875. Los hombres tenían ingresos medios por $23,750 frente a los $25,625 que percibían las mujeres. Los ingresos per cápita para la localidad eran de $15,299. Alrededor del 14.4% de la población estaban por debajo de la línea de pobreza.
De acuerdo con la estimación 2017-2021 de la Oficina del Censo, los ingresos medios de los hogares de la localidad son de $57,500 y los ingresos medios de las familias son de $73,958. Alrededor del 11.9% de la población está por debajo de la línea de pobreza.